# Mel
Mel – miejscowość i gmina we Włoszech, w regionie Wenecja Euganejska, w prowincji Belluno.
Według danych na styczeń 2009 gminę zamieszkiwały 6284 osoby przy gęstości zaludnienia 73,3 os./1 km².

## Współpraca
Miejscowość partnerska:
- Marchin, Belgia